# Venanzio Baccilieri
Venanzio Baccilieri (San Prospero di Galliera, 1909 – Bologna, 1984) è stato uno scultore e incisore italiano.

## Biografia

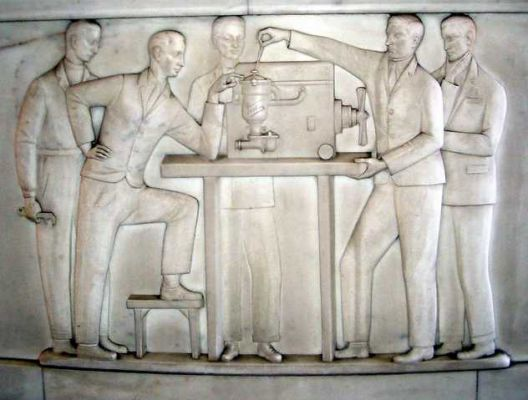
Monumento Weber, dettaglio

Venanzio Baccilieri nasce a San Prospero di Galliera, frazione di Galliera, nel 1909. Si forma in un primo tempo come intagliatore del legno e ornatista con Fernando Rossi.
Frequenta quindi l'Accademia di Belle Arti di Bologna; allievo di Ercole Drei, si diploma in Scultura nel 1937.
Attivo come scultore e incisore soprattutto tra gli anni quaranta e sessanta del Novecento, Baccilieri esegue varie opere, monumenti, restauri e decorazioni. Collabora al restauro delle statue lignee del Teatro anatomico dell'Archiginnasio, danneggiate nel 1944.
Nel 1957 alla Certosa di Bologna realizza su progetto di Augusto Panighi il monumento Weber in stile purista, dedicato a Edoardo Weber e considerato tra i capolavori del cimitero monumentale. Tra le altre sue opere in Certosa si segnala il monumento Veggetti del 1963.
Nel 1964 realizza il Monumento ai caduti partigiani nel suo paese natale.
Nel corso della sua vita partecipa a varie mostre ed eventi, tra cui la Rassegna nazionale delle arti figurative del 1948, la VI Quadriennale nazionale d'arte di Roma del 1952 e la VIII Quadriennale nazionale d'arte di Roma del 1960.
Baccilieri muore nel 1984 a Bologna.

## Galleria d'immagini

Monumenti nella Certosa di Bologna
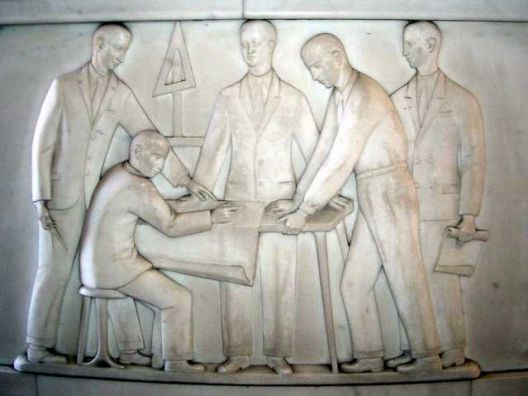
Monumento Weber, dettaglio
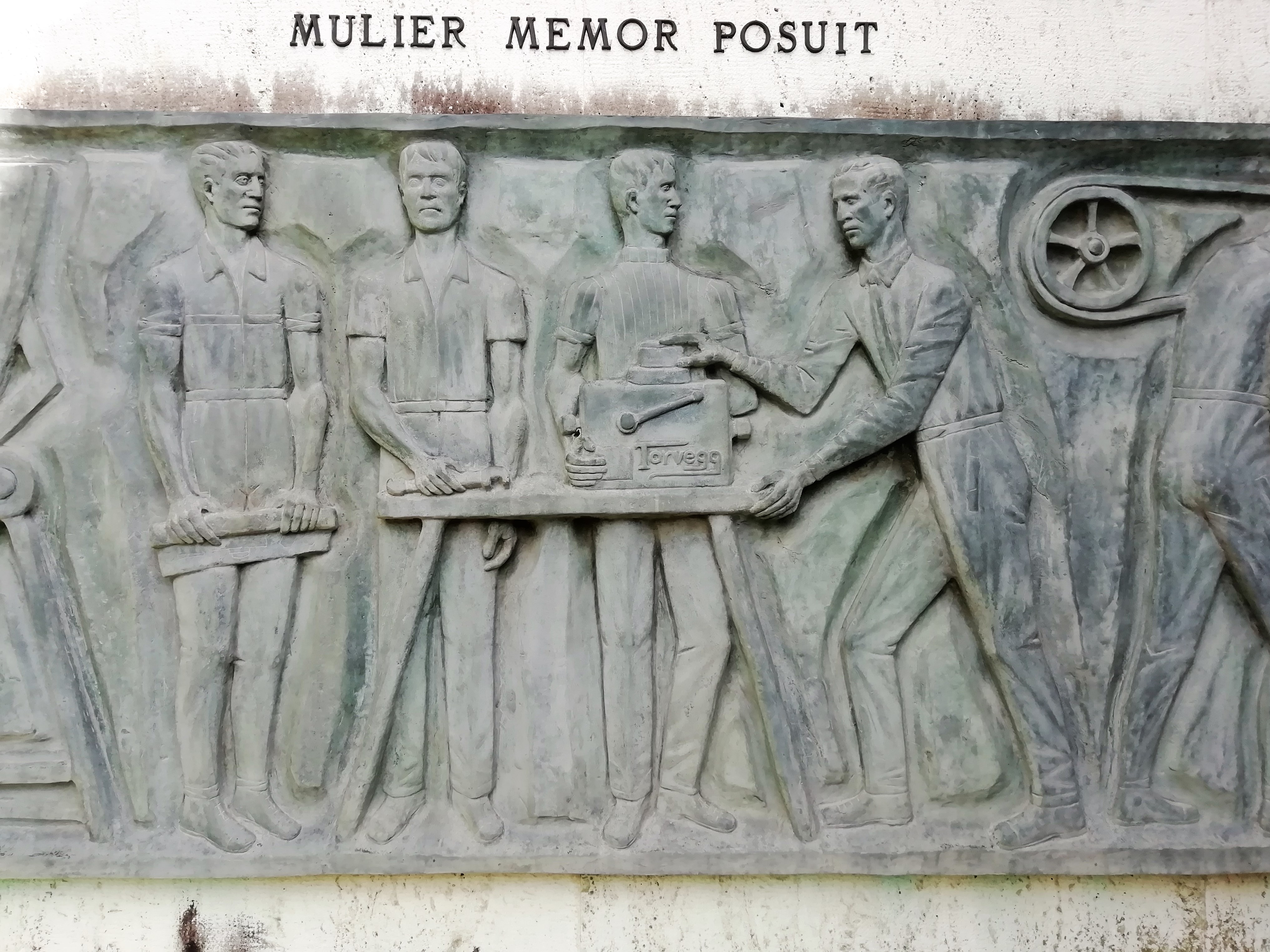
Monumento Veggetti, dettaglio
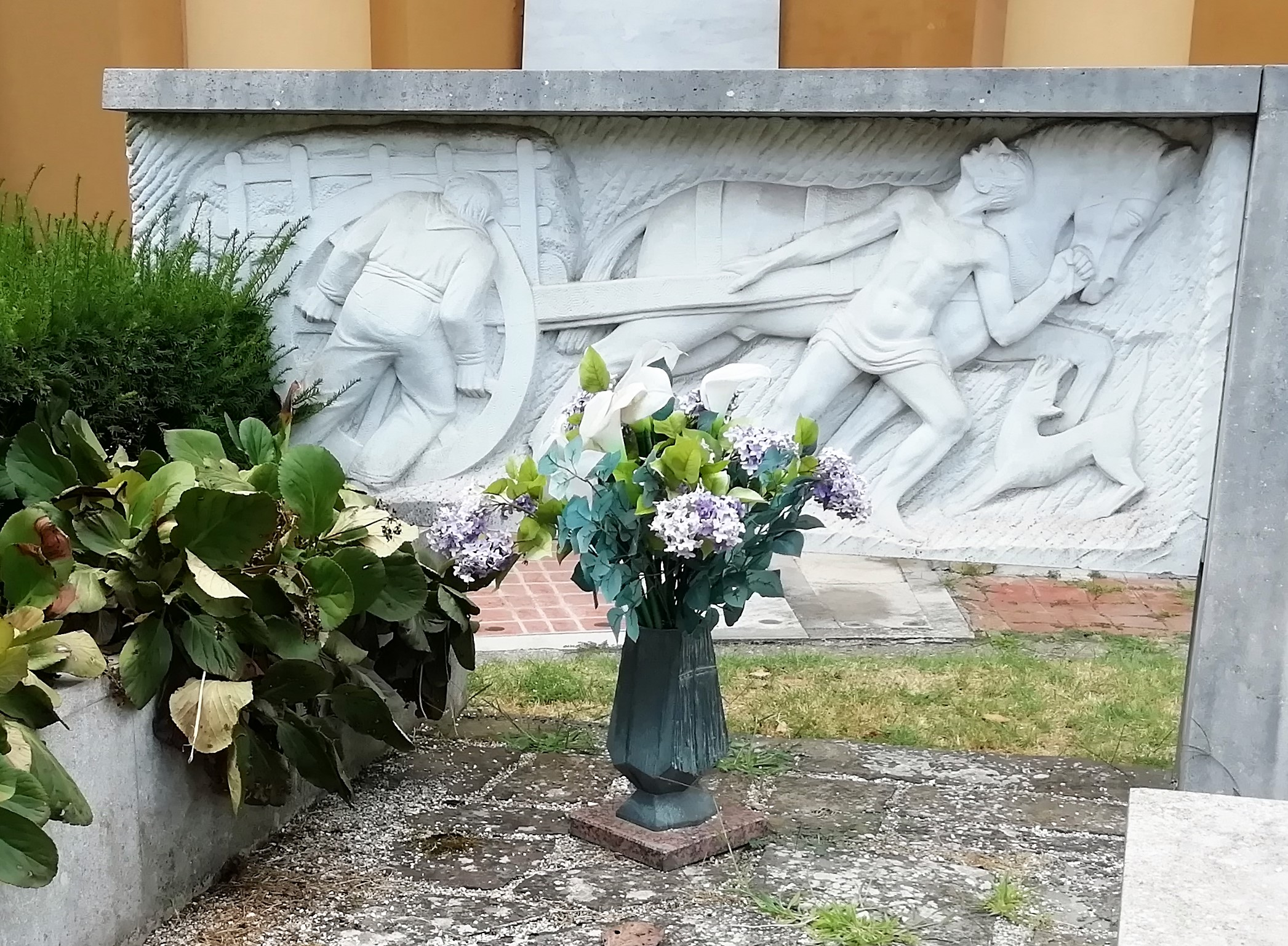
Monumento Fava, dettaglio del bassorilievo del Lavoro